# Špitál (Holohlavy)
Původně renesanční budova bývalého špitálu se nalézá v obci Holohlavy u kostela svatého Jana Křtitele v okrese Hradec Králové. Holohlavský špitál patří mezi nejpozoruhodnější stavby Holohlav a mezi architektonicky nejvzácnější objekty východních Čech. Budova špitálu Ministerstvem kultury České republiky  byla 18. října 1995 prohlášena kulturní památkou ČR.

## Popis
Bývalý špitál je jednopatrová budova obdélného půdorysu, založená v mírném svahu klesajícím k jihovýchodu, s valbovou střechou krytou bobrovkami. Omítky byly vápenné a dochovaly  se jen sporadicky, na východním průčelí byla patrná psaníčková sgrafita. Fasády jsou téměř nečleněné, místy je zachován náznak soklu, výrazná je pouze masívní přečnělková římsa. 
Severní průčelí směřující ke kostelu je tříosé, převážně jednopodlažní, doleva klesající terén odhaluje i spodní podlaží. V levé části stěny je hluboká široká nika s nově opraveným půlkruhovým záklenkem. Zcela vpravo je novodobý průraz s cihelným záklenkem. 
Východní průčelí je dvojpodlažní, se dvěma osami, posunutými doleva. Na průčelí jsou rozsáhlé zbytky renesančních sgrafitových omítek. V levé ose přízemí jsou patrně druhotně použité výplňové dveře, nahoře je okénko bez výplně, v pravé ose pouze v patře okenní otvor s přímým záklenkem. Levé nároží budovy je ve spodní části kamenné, výše cihelné. 
Jižní průčelí je opět se dvěma osami posunutými vlevo, v patře zbytky dvou oken, na pravé části průčelí zbytky psaníčkových sgrafit. 
Budova špitálu dlouhodobě chátrala, v poslední době byla provedena oprava střechy.